# 都京街道
都京街道，原为都京镇，是中华人民共和国四川省南充市高坪区下辖的一个乡镇级行政单位。2011年，撤镇设街道。2019年10月，撤销永安镇，将其所属行政区域划归都京街道管辖。

## 行政区划
都京街道下辖以下地区：
都京社区、红都社区、山边社区、玉皇庙村、红旗坝村、庙儿嘴村和都京坝村。